# A Cruel God Reigns
A Cruel God Reigns (残酷な神が支配する?, Zankoku na kami ga shihai suru, lett. "Governato da un dio crudele") è un manga scritto e disegnato da Moto Hagio. Il manga iniziò con la serializzazione sulla rivista Petit Flower della casa editrice Shogakukan dal 1993 al 2001. In Italia, la serie è stata pubblicata dalla casa editrice Edizioni BD sotto l'etichetta J-Pop dal 1º marzo 2023 al 7 agosto 2024.

## Trama
Dopo il secondo matrimonio della madre con un aristocratico inglese, il giovane Jeremy è costretto a lasciare l'America e a trasferirsi dall'altra parte del mondo.  Il nuovo patrigno, Greg, però gli mostra presto la sua vera faccia e lo sottopone a sistematici abusi e violenze a cui Jeremy è costretto a cedere nell'omertà generale degli altri membri della famiglia. 
Terrorizzato dal fatto che la madre, psicologicamente instabile, possa tentare il suicidio se dovesse veder infranto il suo sogno di un matrimonio felice e perfetto, Jeremy cerca di tenere duro, ma le violenze perpetuate a suo danno lo logorano fino a risvegliare in lui istinti prima autodistruttivi e poi distruttivi nei confronti di Greg. Decide di ucciderlo e manomette i freni della sua automobile, ma nell'incidente che ne segue anche la madre perde la vita assieme a lui, precipitando Jeremy in un nuovo abisso di sensi di colpa. 
Il fratellastro Ian comincia quasi immediatamente a sospettare un suo coinvolgimento nella disgrazia e cerca di convincerlo a confessare la sua responsabilità nella morte dei due genitori. Jeremy, messo così all'angolo, scappa di casa e si trova a dover affrontare la dura legge della strada: diventa tossicodipendente ed inizia a prostituirsi, sentendo di star finalmente espiando in questo modo le sue colpe e il sudiciume che si sente addosso. 
Quando, tempo dopo, Ian riesce a rintracciarlo e ormai messo al corrente della svolta di eventi che ha costretto Jeremy a commettere l'omicidio, prova a fargli recuperare la retta via, si ritrova davanti un Jeremy disperatamente bisognoso di contatto umano. Allo stesso tempo, però, Ian combatte contro la sempre più forte e pressante attrazione sessuale che prova verso di lui nel timore di diventare come suo padre e finire inevitabilmente per distruggerlo invece che salvarlo. 
A causa di ciò Jeremy e Ian si ritrovano coinvolti in una relazione complicata, che da un lato li avvicina fisicamente e dall'altro finisce per estraniarli sentimentalmente ancora più di quanto non fossero. Alla fine, scelgono di tornare ad essere soltanto fratellastri per scappare dai relativi fantasmi e per sanare, piano piano, le rispettive ferite.

## Personaggi
Jeremy Butler (ジェルミ・バトラー?, Jerumi Batorā)
Figlio di Sandra, all'inizio della storia ha 16 anni. Costretto a subire ripetute violenze (sessuali, verbali, psicologiche) da parte del patrigno, si aliena a poco a poco dal mondo che lo circonda. Passa dal meditare il suicidio al pianificare un omicidio, è terrorizzato dal tocco altrui ma cerca disperatamente il contatto umano e, incapace di provare il benché minimo rispetto per il suo stesso corpo -che considera sudicio e contaminato- continua a fare il suo stesso male anche dopo la morte dell'odiato Greg e si dedica a droghe e prostituzione.
Ian Rowland (イアン・ローランド?, Ian Rōrando)
Primogenito di Greg, all'inizio ammira e rispetta il padre ed l'unico a essere completamente all'oscuro di cosa succeda in casa. Dopo la mote di Greg e Sandra, prova un forte risentimento verso Jeremy, che sospetta essere il colpevole, ma il suo odio si trasforma in affetto e senso di responsabilità quando capisce che suo padre non era quello che aveva sempre fatto credere di essere e realizza quanto Jeremy abbia dovuto soffrire per mano sua. Salva Jeremy dalla strada e da un tentativo di suicidio e lo indirizza verso le cure psicologiche di cui ha bisogno, cercando di reprimere il sempre più forte desiderio fisico che prova nei suoi confronti.
Sandra (サンドラ?, Sandora)
Madre di Jeremy, lavora in un negozio di antiquariato. Una persona emotivamente molto debole ed inaffidabile, che ha tentato una volta il suicidio, quando l'uomo con cui stava ruppe con lei quando Jeremy aveva 10 anni.
Greg Roland (グレッグ・ローランド?, Gureggu Rōrando)
Un aristocratico inglese, fidanzato di Sandra ma in realtà interessato al figlio di lei. Violenta ripetutamente Jeremy e gli impone il silenzio, minacciando di abbandonare Sandra se lui si fosse ribellato.
Vivi (ビビアン?, Bibian)
Fidanzatina di Jeremy, all'inizio della storia stanno per avere il loro primo rapporto sessuale, quando lei crede che il ragazzo gli sia infedele. Quando Jeremy confessa d'essere stato violentato dal patrigno, non gli crede.
Cass (キャス?, Kyasu)
Un compagno di classe di Jeremy, del quale si vocifera in giro che vada a prostituirsi con uomini più grandi.
Matt Roland (マット・ローランド?, Matto Rōrando)
Figlio dodicenne di Greg, dimostra d'amar e d'esser profondamente attaccato solo al suo cane Pepe e alla zia Natasha.
Karen (カレン?)
Sorella del padre di Jeremy.
Hannah (ハンナ?, Hanna)
Donna delle pulizie del palazzo di Greg.
Lilya Roland (リリヤ・ローランド?, Ririya Rōrando)
Defunta moglie di Greg e madre di Ian e Matt.
Natasha (ナターシャ?, Natāsha)
Sorella maggiore di Lilya.

## Manga

### Volumi
La serie è stata originariamente pubblicata in diciassette volumi dal 1993 al 2001. La serie è stata in seguito rieditata in un'edizione da dieci volumi dal 2004 al 2005, versione su cui si basa l'edizione italiana. Un volume che raccoglie tutte le illustrazioni introduttive è stata pubblicato in Giappone il 27 marzo 2002.
| Nº | Data di prima pubblicazione | Data di prima pubblicazione | Data di prima pubblicazione | Data di prima pubblicazione |
| Nº | Giapponese                  | Giapponese                  | Italiano                    | Italiano                    |
| -- | --------------------------- | --------------------------- | --------------------------- | --------------------------- |
| 1  | 20 aprile 1993              | ISBN 4-09-172171-0          | 1º marzo 2023               | ISBN 978-88-349-1122-8      |
| 2  | 20 settembre 1993           | ISBN 4-09-172172-9          | 19 aprile 2023              | ISBN 978-88-349-1901-9      |
| 3  | 20 marzo 1994               | ISBN 4-09-172173-7          | 14 giugno 2023              | ISBN 978-88-349-2068-8      |
| 4  | 20 novembre 1994            | ISBN 4-09-172174-5          | 9 agosto 2023               | ISBN 978-88-349-2143-2      |
| 5  | 20 maggio 1995              | ISBN 4-09-172175-3          | 4 ottobre 2023              | ISBN 978-88-349-1256-0      |
| 6  | 20 novembre 1995            | ISBN 4-09-172176-1          | 6 dicembre 2023             | ISBN 978-88-349-1336-9      |
| 7  | 20 maggio 1996              | ISBN 4-09-172177-X          | 7 febbraio 2024             | ISBN 978-88-349-2411-2      |
| 8  | 20 novembre 1996            | ISBN 4-09-172178-8          | 3 aprile 2024               | ISBN 978-88-349-2529-4      |
| 9  | 20 giugno 1997              | ISBN 4-09-172179-6          | 5 giugno 2024               | ISBN 978-88-349-2675-8      |
| 10 | 20 ottobre 1997             | ISBN 4-09-172180-X          | 7 agosto 2024               | ISBN 978-88-349-2727-4      |
| 11 | 20 aprile 1998              | ISBN 4-09-172241-5          | —                           | —                           |
| 12 | 20 novembre 1998            | ISBN 4-09-172242-3          | —                           | —                           |
| 13 | 20 maggio 1999              | ISBN 4-09-172243-1          | —                           | —                           |
| 14 | 20 dicembre 1999            | ISBN 4-09-172244-X          | —                           | —                           |
| 15 | 20 giugno 2000              | ISBN 4-09-172245-8          | —                           | —                           |
| 16 | 20 febbraio 2001            | ISBN 4-09-172246-6          | —                           | —                           |
| 17 | 20 settembre 2001           | ISBN 4-09-172247-4          | —                           | —                           |

## Riconoscimenti
Il manga ha vinto l'Award for Exellence nella prima edizione del Premio culturale Osamu Tezuka.